# 汪凤
汪鳳（1442年—1500年），字天瑞，江西廣信府弋陽縣人，民籍，明朝政治人物。

## 生平
成化十一年（1475年）乙未科二甲第七十四名進士。授南京刑部主事，升員外郎、郎中，弘治四年（1491年）出為漳州府知府，十三年（1500年）升貴州布政使司左參政，赴任時途經延平，得熱疾歸里，同年八月十六日卒於家。

## 家族
高祖汪祿卿；祖父汪志福，岷王府教授；父汪仲端，贈南京刑部郎中。母胡氏（封宜人）。子汪僎、汪佐、汪佑、汪俊、汪偉、汪佃、汪代、汪佾。